# Rosa mexicana
Rosa mexicana är en rosväxtart som beskrevs av Carl Ludwig von Willdenow och Spreng.. Rosa mexicana ingår i släktet rosor, och familjen rosväxter. Inga underarter finns listade i Catalogue of Life.